# The Rezort
The Rezort è un film horror del 2015 diretto da Steve Barker e scritto da Paul Gerstenberger. È interpretato da Dougray Scott, Jessica De Gouw e Martin McCann.

## Trama
L'umanità ha combattuto e vinto contro gli zombie una guerra che ha provocato due miliardi di morti. Gli unici non morti rimasti sono confinati su un'isola dove fungono da prede per turisti cacciatori ospitati nella struttura di lusso chiamata "Rezort" di proprietà di Valerie Wilton. Tra gli ospiti ci sono la giovane coppia Lewis e Melanie, che vogliono superare i problemi psicologici di Melanie causati dalla guerra degli zombie; Archer, un tranquillo veterano; Jack e Alfie, videogiocatori adolescenti e Sadie, scaricata dall'ex-fidanzato subito prima del loro matrimonio. Sadie manipola il sistema di controllo degli zombi rendendolo instabile; i tecnici, accortisi del problema, tentano di risolvere il problema senza avvisare nessuno, per timore di perdere il lavoro per la loro negligenza.
Sotto la guida di Nevins, gli ospiti lasciano il resort per dare la caccia agli zombie, sterminandone con facilità un primo gruppo. Nonostante le sollecitazioni di Lewis, Melanie non riesce a sparare mentre Archer si dimostra abilissimo, dichiarando che uccidere gli zombie è l'unica cosa in cui è mai stato bravo. Il gruppo si accampa per la notte.
Nel frattempo il sistema di sicurezza del resort si guasta definitivamente e gli zombie scappano dai loro recinti, attaccando e infettando gli ospiti e il personale del resort. Wilton si salva rinchiudendosi nel suo ufficio, a scapito della vita dei tecnici. Gli zombie attaccano anche il gruppo impegnato nel safari, uccidendo Alfie. Nevins informa gli altri che l'isola verrà bombardata secondo la procedura di sicurezza e la loro unica speranza è quella di fuggire al molo. Il Land Rover Defender di Nevins non si avvia e Archer li conduce a piedi verso il molo; Nevis però viene attaccato e infettato dagli zombie e Lewis lo uccide.
Poco prima di arrivare al molo, Archer minaccia di abbandonare Sadie al suo destino a meno che lei non confessi il suo ruolo nella vicenda: Sadie infatti fa parte di un gruppo di attivisti che difendono i diritti degli zombie e di essersi introdotta nella sala di controllo per trovare le prove del comportamento non etico da parte dei gestori del resort. Jack le spiega che lei in realtà è stata usata per inserire nel sistema del resort un virus informatico per provocarne la distruzione. Attaccati ancora dagli zombie, gli gruppo è intrappolato in una galleria di tunnel e a un bivio Archer, Melanie e Lewis vanno da una parte,  Jack e Sadie da un'altra. Sadie viene morsa da uno zombie e si sacrifica per dare a Jack il tempo di scappare ma prima di morire gli consegna le prove raccolte.
Il gruppo si ricongiunge e arriva al resort dove scopre che i gestori hanno usato una finta associazione benefica per attirare sull'isola profughi di guerra e trasformarli in zombie da cacciare. Nell'ennesimo assalto da parte degli zombie, Jack viene morso e Archer lo uccide. Mentre Archer e Melanie trattengono gli zombie, Lewis li abbandona. Archer si sacrifica per permettere a Melanie di arrivare al porto. Giunta alla sala di controllo Melania trova Lewis, infettato dagli zombie, ma nonostante questo gli consegna la sua pistola. Lewis la attacca e Melanie viene salvata da Valerie Wilton; mentre Melanie rinfaccia a Valerie le sue colpe, gli zombie irrompono e si accaniscono su Wilton.  alla sala di controllo, Melanie incontra Lewis, che è stato successivamente morso. Invece di ucciderlo, gli porge la sua pistola. Melanie viene attaccata, ma Wilton la salva. Melanie la accusa di essere peggio degli zombie, alcuni dei quali irrompono ignorando Melanie nel loro zelo di uccidere Wilton. Melanie riesce a gettarsi in mare prima dell'inizio del bombardamento e una volta in salvo va in televisione per rivelare l'attività criminale del resort. Si scopre che Archer è riuscito anche lui a sopravvivere e segue la trasmissione in cui Melanie avvisa del pericolo di una nuova guerra contro gli zombie. Il film termina con le immagini di un telegiornale che mostrano un attacco in diretta degli zombie su una spiaggia affollata.

## Distribuzione
Il film è stato proiettato per la prima volta al BFI Southbank il 22 giugno 2015. È stato distribuito poi in Spagna il 22 aprile 2016 e nelle Filippine il 15 giugno 2016.

## Accoglienza
Pat Torfe di Bloody Disgusting lo ha valutato 3/5 stelle scrivendo: "È divertente, ma è un spara e vai". Jeremy Dick di Fanside ha dichiarato che il film è "un Jurassic Park con gli zombie".